# Rakovnica
Rakovnica este o comună slovacă, aflată în districtul Rožňava din regiunea Košice. Localitatea se află la altitudinea de 345 m deasupra n.m., se întinde pe o suprafață de 7,09 km2 și în 2017 număra 580 de locuitori.

## Istoric
Localitatea Rakovnica este atestată documentar din 1327.

## Demografie
| An:                | 1994 | 2004   | 2014   | 2024   |
| ------------------ | ---- | ------ | ------ | ------ |
| Număr de persoane: | 602  | 586    | 591    | 570    |
| Diferență:         |      | −2,65% | +0,85% | −3,55% |

| An:                | 2023 | 2024   |
| ------------------ | ---- | ------ |
| Număr de persoane: | 577  | 570    |
| Diferență:         |      | −1,21% |